# Kostolec
Kostolec (hongrois : Kosfalu) est un village de Slovaquie situé dans la région de Trenčín.

## Histoire
La première mention écrite du village date de 1430.

## Démographie

### Évolution de la population
| Année:               | 1994. | 2004.   | 2014.    | 2024.    |
| -------------------- | ----- | ------- | -------- | -------- |
| Nombre de personnes: | 235   | 256     | 228      | 272      |
| Différence:          |       | +8,93 % | -10,93 % | +19,29 % |

| Année:               | 2023. | 2024.   |
| -------------------- | ----- | ------- |
| Nombre de personnes: | 273   | 272     |
| Différence:          |       | -0,36 % |